# سنت ان
سنت ان (به انگلیسی: Ste. Anne) یک شهرک در کانادا است که در منیوبا واقع شده‌است. سنت ان ۴٫۲۳ کیلومتر مربع مساحت و ۲٬۱۱۴ نفر جمعیت دارد و ۲۴۰ متر بالاتر از سطح دریا واقع شده‌است.